# 陈永林 (1924年)
陈永林（1924年—？），男，沪海道川沙县（今属上海）人，中华人民共和国政治人物，曾任甘肃省革命委员会副主任，第十一届中共中央候补委员。